# Poecilia amazonica
Poecilia amazônica é um peixe de água doce da família Poeciliidae e da ordem Cyprinodontiformes. Os machos medem em média 2 cm de comprimento, enquanto as fêmeas medem cerca de 3,5 cm. Poecilia é um gênero de peixes de água doce pertencente à família Poeciliidae, ordem Cyprinodontiformes. Uma das espécies mais populares é a Poecilia Reticulata (Guppy). São usados como larvofagos, principalmente com controle biológico do Aedes aegypti.
| Reino    | Filo     | Classe         | subclasse   | Ordem              | Subordem    | Família     | Gênero   | Espécies  | Nomenclatural_Code |
| -------- | -------- | -------------- | ----------- | ------------------ | ----------- | ----------- | -------- | --------- | ------------------ |
| Animalia | Chordata | Actinopterygii | Neopterygii | Cyprinodontiformes | Poeciloidea | Poeciliidae | Poecilia | amazonica | ICZN               |